# Gamora (Marvel Cinematic Universe)
Gamora je fiktivní postava z Marvel Cinematic Universe, založená na stejnojmenné postavě z komiksů Marvel Comics. Ztvárnila ji herečka Zoe Saldana. Ve filmech je Gamora členkou Strážců galaxie, která byla jako mladá unesena Thanosem, když zabil polovinu její planety. O 24 let později je ale zabita Thanosem na Vormiru, aby získal Kámen duše. Když využijí Avengers cestování časem, přivedou omylem zpět Gamoru z roku 2014, která jim pomůže v následné bitvě Thanose porazit.
Od svého uvedení ve filmu Strážci Galaxie, se objevila v dalších třech filmech a seriálu Co kdyby…?, kde ji nadabovala herečka Cynthia McWilliams. Měla by se také objevit v připravovaných projektech – filmech Thor: Láska jako hrom, Guardians of the Galaxy Vol. 3 a speciálu Strážci Galaxie: Sváteční speciál.

## Fiktivní biografie

### Mládí
Když byla Gamora ještě dítě, byla její planeta napadena Thanosem, který následně zabil polovinu její populace. Gamora ho konfrontovala a ten si ji následně adoptoval jako svou dceru, protože její rodiče byli zabiti. Byla Thanosem vycvičena jako zabiják a vychována po boku Nebuly.

### Přidání se k Strážcům galaxie
Když pošle Thanos Gamoru k Ronanovi, veliteli z rasy Kree, aby mu pomohla získat Kámen moci a zničit planetu Xandar, rozhodne se vzbouřit se. Přesto se snaží získat Kámen moci od Quilla, který ho chtěl prodat Sběrateli, ale oba jsou v boji o Kámen napadeni lovci odměn, Rocketem a Grootem. Všichni jsou však zajati Xandarijskou policií, která je pošle do vězení Kyln. Zde ji začne ohrožovat Drax Ničitel, jelikož jeho rodinu zabil Ronan, na příkaz Thanose, ale Quill mu vysvětlí, že Gamora naopak Ronana přiláká, a bude ho moci následně Drax zabít. Gamora se poté připojí ke Quillovi, Rocketovi, Grootovi a Draxovi při útěku z vězení. Společně poté jako Strážci galaxie cestují na planetu Kdovíkde, kde se Gamora setká se Sběratelem. Tam ji napadne Nebula s Ronanem, ale podaří se jim získat Kámen moci, zneškodnit Ronana a zachránit Xandar.

### Bitva s Egem
O několik měsíců později jsou Strážci galaxie najati rasou Sovereign, aby odrazili mimozemšťana útočícího na jejich cenné baterie, výměnou za Nebulu. Poté, co odejdou, jsou pronásledováni flotilou Sovereign protože jim Rocket prozradí, že ukradl jejich baterie. Útok se jim podaří odrazit s pomocí od neznámé lodě. Při havárii na jiné planetě potkají neznámého zachránce, Quillova otce Ega. Gamora, Quill a Drax se rozhodnou jít s Egem na jeho planetu, zatímco Rocket, Groot a Nebula zůstanou pozadu a opraví loď. Při průzkumu planety je Gamora napadena uprchlou Nebulou, kterou se jí ale podaří odrazit. Poté, co následně Gamora zachrání Nebulu z její hořící vesmírné lodi, se obě sestry usmíří. Setkají se s Strážci a dozvídají se o Egových skutečných plánech a začnou s ním bojovat. Gamoře s Nebulou se později podaří utéct, ale Nebula ji řekne, že jde najít Thanose a odejde.

### Infinity War
O čtyři roky později Gamora a Strážci galaxie reagují na nouzový signál ve vesmíru a nakonec zachrání Thora z jeho zničené vesmírné lodi, čímž se dozvídají o Thanosově snaze získat Kameny nekonečna. Gamora následně řekne Quillovi, že ví něco, co Thanos neví, a požádá ho, aby ji v případě potřeby zabil. Na Kdovíkde Gamora, Quill, Mantis a Drax uvidí Thanose a Gamora na něj okamžitě zaútočí a zdánlivě ho zabije. Thanos se však odhalí a ukáže jí, že Kdovíkde bylo zničeno, ale vytvořil ho znovu pomocí Kamene reality. Thanos ji následně unese, poté, co ji Quill nedokázal zabít, a vezme ji na svou vesmírnou loď. Ukáže jí zajatou Nebulu, aby ji emocionálně zmanipuloval, aby mu odhalila umístění Kamene duše. Thanos a Gamora jdou poté na planetu Vormir, kde je potká Red Skull, který jim řekne, že pro získání Kamene duše je třeba obětovat to, co milují. Thanos přizná, že opravdu miluje Gamoru jako svou dceru, a shodí ji z útesu. Když Thanos později použije dokončenou Rukavici nekonečna, nakrátko se znovu shledá s mladší Gamorou uvnitř Světa duší.

## Alternativní verze

### Endgame
V alternativním roce 2014 jsou Gamora a Nebula povoláni Thanosem, který jim nařídí, aby pomohli Ronanovi získat Kámen moci. Než však budou moci odejít, začne Nebula selhávat kvůli přítomnosti jiné Nebuly. Po zachycení druhé Nebuly Thanos analyzuje její vzpomínky a dozvídá se o vítězství svého hlavního já. Nebula, z roku 2014 infiltruje základnu Avengers a použije kvantovou říši, aby přenesla Thanose s Gamorou a jeho armádou z roku 2014 do tohoto vesmíru. 
Během boje je ale Gamora z roku 2014 rekrutována původní Nebulou, aby se k nim přidala. Gamora se nakonec rozhodne, přidá se k Avengers, ale po bitvě zmizí.

### Co kdyby…?

#### Ultronova výhra
V alternativním roce 2015 je Gamora spolu s ostatními Strážci galaxie zabita při obraně rasy Sovereign před Ultronem.

#### Zničení Thanose
V jiném vesmíru Gamora zabije Thanose, zmocní se jeho brnění a meče, zaujme pozici válečníka, spřátelí se s Tonym Starkem a stane se šampiónem na planetě Sakaar.
Když cestuje se Starkem na planetu Nidavellir, je naverbována Watcherem, aby se připojila k jeho týmu, který mu pomůže zastavit Ultrona. Strážci vymyslí plán, jak zničit Ultronovy Kameny nekonečna pomocí Drtiče. Zjistí však, že Drtič nefunguje mimo realitu Gamory. Poté, co je Ultron nakonec poražen, Watcher vrátí Gamoru do jejího vesmíru, kde pokračuje v cestování se Starkem.

## Výskyt

### Filmy
- Strážci Galaxie
- Strážci Galaxie Vol. 2
- Avengers: Infinity War
- Avengers: Endgame
- Thor: Láska jako hrom[5]
- Strážci Galaxie: Volume 3

### Seriály
- Co kdyby…?

### Speciály
- Strážci Galaxie: Sváteční speciál[12]